# Girolamo Simoncelli (cardinale)
Girolamo Simoncelli (Orvieto, 1522 – Roma, 24 febbraio 1605) è stato un cardinale e vescovo cattolico italiano.

## Biografia
Figlio di Antonio, conte di Castel Piero e pronipote del cardinale Giovanni Maria Ciocchi Del Monte, futuro Giulio III (la madre di Girolamo, Cristofora, era figlia di Baldovino Ciocchi del Monte, luogotenente dell'Umbria). Venne proclamato cardinale diacono dei Santi Cosma e Damiano all'età di soli 31 anni nel Concistoro del 22 dicembre 1553; fu poi cardinale prete di Santa Prassede e, nel 1598, di Santa Maria in Trastevere. Essendo stato creato cardinale in giovane età, ed avendo avuto una vita relativamente lunga, Simoncelli fu cardinale per 52 anni; fu pertanto «protopresbitero», cioè il cardinale presbitero nominato da più tempo, e condivide con il cardinale Giacinto di Pietro di Bobone (Cardinal Orsini) il singolare record di partecipazione a conclavi (ben dieci, per le elezioni di papa Marcello II, papa Paolo IV, papa Pio IV, papa Pio V, papa Gregorio XIII, papa Sisto V, papa Urbano VII, papa Gregorio XIV, papa Innocenzo IX e papa Clemente VIII) oltre a essere l'ultimo superstite delle creazioni cardinalizie di Giulio III.
Sempre Giulio III il 25 giugno 1554 lo nominò vescovo di Orvieto, sua città natale; dimessosi nel 1562, ne riprese in seguito il governo come amministratore, e lo mantenne fino alla morte. Il 21 febbraio 1600 divenne vescovo della sede suburbicaria di Albano, dalla quale poco tempo dopo (24 aprile 1600) fu trasferito alla sede suburbicaria di Frascati, da cui il 16 giugno 1603 passò alla sede suburbicaria di Porto e Santa Rufina.
La storia tramanda alcuni dati biografici sconcertanti su Girolamo Simoncelli. Francesco Cancellieri riferisce dell'abitudine del Simoncelli di far incendiare di nascosto i carri di fieno, «per impaurire i villani», per poi pagare i danni causati. L'ambizione del Simoncelli, desideroso evidentemente di ascendere al soglio pontificio, è alla base del falso noto come «Profezia sui papi» attribuito a San Malachia ma redatto invece dai partigiani del Simoncelli attorno al 1590. Nel testo "profetico" 111 pontefici, a partire da papa Celestino II (XII secolo), sono designati con un breve motto. Quello del pontefice successore di papa Urbano VII (pontefice per soli 13 giorni nel 1590) avrebbe dovuto essere "De antiquitate Urbis", con allusione a Orvieto, città natale del Simoncelli detta in latino «Urbs Vetus».
Nel 1559 fu nominato governatore a vita della Terra di Montefalco (nel Ducato di Spoleto) dove inviò il nipote Giulio (che darà origine alla famiglia Moncelli) e il suo luogotenente Girolamo Magoni; nel 1560 a seguito di pesanti rimostranze degli abitanti del luogo cessò tale incarico.

## Genealogia episcopale
La genealogia episcopale è:
- Cardinale Fulvio Giulio della Corgna, O.S.Io.Hieros.
- Cardinale Girolamo Simoncelli

## Ascendenza
|                              |                            |                           | Genitori |  |  | Nonni |  |  | Bisnonni |  |  | Trisnonni |  |
|                              |                            |                           |          |  |  |       |  |  | …        |  |  | …         |  |
|                              |                            |                           |          |  |  |       |  |  | …        |  |  | …         |  |
|                              |                            | …                         |          |  |  |       |  |  | …        |  |  |           |  |
| …                            |                            |                           |          |  |  |       |  |  | …        |  |  |           |  |
|                              |                            | …                         | …        |  |  |       |  |  |          |  |  |           |  |
|                              |                            | …                         | …        |  |  |       |  |  |          |  |  |           |  |
|                              |                            | …                         | …        |  |  |       |  |  |          |  |  |           |  |
| Antonio Simoncelli           |                            | …                         |          |  |  |       |  |  |          |  |  |           |  |
|                              |                            | …                         | …        |  |  |       |  |  |          |  |  |           |  |
|                              |                            | …                         | …        |  |  |       |  |  |          |  |  |           |  |
|                              |                            | …                         | …        |  |  |       |  |  |          |  |  |           |  |
| …                            |                            | …                         |          |  |  |       |  |  |          |  |  |           |  |
|                              |                            | …                         | …        |  |  |       |  |  |          |  |  |           |  |
|                              |                            | …                         | …        |  |  |       |  |  |          |  |  |           |  |
|                              |                            | …                         | …        |  |  |       |  |  |          |  |  |           |  |
| Girolamo Simoncelli          |                            | …                         |          |  |  |       |  |  |          |  |  |           |  |
|                              | Vincenzo Ciocchi del Monte | Fabiano Ciocchi del Monte |          |  |  |       |  |  |          |  |  |           |  |
|                              | Vincenzo Ciocchi del Monte | Fabiano Ciocchi del Monte |          |  |  |       |  |  |          |  |  |           |  |
|                              | Vincenzo Ciocchi del Monte | Jacopa                    |          |  |  |       |  |  |          |  |  |           |  |
| Baldovino Ciocchi del Monte  | Vincenzo Ciocchi del Monte |                           |          |  |  |       |  |  |          |  |  |           |  |
|                              |                            | Cristofora Saraceni       | …        |  |  |       |  |  |          |  |  |           |  |
|                              |                            | Cristofora Saraceni       | …        |  |  |       |  |  |          |  |  |           |  |
|                              |                            | Cristofora Saraceni       | …        |  |  |       |  |  |          |  |  |           |  |
| Cristofora Ciocchi del Monte |                            | Cristofora Saraceni       |          |  |  |       |  |  |          |  |  |           |  |
|                              |                            | …                         | …        |  |  |       |  |  |          |  |  |           |  |
|                              |                            | …                         | …        |  |  |       |  |  |          |  |  |           |  |
|                              |                            | …                         | …        |  |  |       |  |  |          |  |  |           |  |
| Cristofora Saraceni          |                            | …                         |          |  |  |       |  |  |          |  |  |           |  |
|                              |                            | …                         | …        |  |  |       |  |  |          |  |  |           |  |
|                              |                            | …                         | …        |  |  |       |  |  |          |  |  |           |  |
|                              |                            | …                         | …        |  |  |       |  |  |          |  |  |           |  |
|                              |                            | …                         |          |  |  |       |  |  |          |  |  |           |  |